# Раднички (футбольный клуб, Ниш)
«Ра́днички» Ниш (серб. ФK Раднички Ниш) — сербский футбольный клуб из города Ниш, в Нишавском округе в центральной Сербии. Клуб основан в 1923 году, домашние матчи проводит на «Чаир», вмещающем 18 151 зрителей.

## История
Клуб был основан 24 апреля 1923 года. Первые два года команда играла только товарищеские матчи и только с 1925 стала играть официальные. В 1962 году «Раднички» вышли в Югославскую Первую Лигу, впервые в своей истории. В 1975 году клуб выиграл Балканский Кубок, в финале, по сумме двух матчей, обыграв «Эскишехирспор» (1:0) и (2:0). Это первый, и пока единственный евротрофей в истории клуба.
В июне 1980 года, заняв в Первой лиге Югославии третье место, «Раднички» получили право играть в Кубке УЕФА. Всего в Кубке УЕФА клуб сыграл 22 матча. В сезоне 2009/2010 клуб выступает в Первой лиге Сербии. В 2010 году команда заняла 15-е место и вылетела в Сербскую лигу.

## Выступление в еврокубках
| Сезон   | Турнир        | Раунд  | Страна                     | Клуб                | Дома           | На выезде |
| ------- | ------------- | ------ | -------------------------- | ------------------- | -------------- | --------- |
| 1980/81 | Кубок УЕФА    | Р1     | Флаг Австрии               | ЛАСК                | 2:1            | 4:1       |
| 1980/81 | Кубок УЕФА    | Р2     | Флаг Болгарии (1971—1990)  | Берое               | 1:0            | 2:1       |
| 1980/81 | Кубок УЕФА    | 1/8    | Флаг Нидерландов           | АЗ                  | 2:2            | 0:5       |
| 1981/82 | Кубок УЕФА    | Р1     | Флаг Италии                | Наполи              | 0:0            | 2:2       |
| 1981/82 | Кубок УЕФА    | Р2     | Флаг Швейцарии             | Грассхоппер         | 2:0 (3:0) д.в. | 0:2       |
| 1981/82 | Кубок УЕФА    | 1/8    | Флаг Нидерландов           | Фейеноорд           | 2:0            | 0:1       |
| 1981/82 | Кубок УЕФА    | 1/4    | Флаг Шотландии             | Данди Юнайтед       | 3:0            | 0:2       |
| 1981/82 | Кубок УЕФА    | 1/2    | Флаг Германии              | Гамбург             | 2:1            | 1:5       |
| 1983/84 | Кубок УЕФА    | Р1     | Флаг Швейцарии             | Санкт-Галлен        | 3:0            | 2:1       |
| 1983/84 | Кубок УЕФА    | Р2     | Флаг Чехословакии          | Интер (Братислава)  | 4:0            | 2:3       |
| 1983/84 | Кубок УЕФА    | 1/8    | Флаг Югославии (1945—1991) | Хайдук (Сплит)      | 0:2            | 0:2       |
| 1990    | Кубок Митропы | Группа | Флаг Италии                | Бари                | 0:3            |           |
| 1990    | Кубок Митропы | Группа | Флаг Венгрии               | Печ                 | 1:0            |           |
| 2018/19 | Лига Европы   | КР1    | Флаг Мальты                | Гзира Юнайтед       | 4:0            | 1:0       |
| 2018/19 | Лига Европы   | КР2    | Флаг Израиля               | Маккаби (Тель-Авив) | 2:2            | 0:2       |
| 2019/20 | Лига Европы   | КР1    | Флаг Эстонии               | Флора               | 2:2            | 0:2       |

## Достижения
- Серебряный призёр Чемпионата Сербии - 2018/19
- Бронзовый призёр Чемпионата Югославии — 1979/80, 1980/81
- Обладатель Балканского Кубка — 1975
- Полуфиналист Кубка УЕФА — 1981/82